# Полярна лисица
Полярната лисица (Vulpes (Alopex) lagopus), наричана също арктическа лисица или песец, е вид бозайник от семейство Кучеви (Canidae). Традиционно тя е смятана за единствен представител на род Alopex, но е включена и в род Лисици (Vulpes).

## Особености
Животното произлиза от студените арктически области и е приспособено към техните условия. Латинското му име - lagopus - означава „заешко стъпало“, което се дължи на гъстата козина по възглавничките на неговите стъпала. Тя помага да се ограничи загубата на топлина при ходенето по снега и подобрява сцеплението.
Полярните лисици имат габаритите на домашна котка. Обикновено животното е дълго от 80 до 90 cm, включително дългата му ок. 30 cm опашка, височината на раменете му е 20 до 30 cm, теглото - 3 до 6 kg.
Основната храна на полярните лисици са лемингите, група дребни гризачи, от семейство Хомякови. Семейство лисици може да изяжда десетки леминги всеки ден. През април и май полярните лисици ловуват и малките на пръстенчатия тюлен, скрити в снежни леговища и са относително беззащитни. Консумират и други животни, като зайцевидни и птици. Яде птичи яйца. Понякога се хранят някои растения, както и с мърша. Когато обичайната им плячка е оскъдна, те събират остатъците от храната на по-едри хищници, например на бялата мечка, въпреки риска да й стане плячка.
Полярните лисици обикновено образуват моногамни двойки през размножителния период. В началото на лятото се раждат от 6 до 12 малки, относително голям брой за бозайници. Родителите отглеждат малките си в голяма бърлога.

## Разновидности и разпространение
Полярните лисици се срещат в цяла Арктика, включително Русия, Канада, Аляска, Гренландия и архипелага Свалбард в Северния ледовит океан, както и в субарктични и алпийски зони, като Исландия и планинските части на Скандинавия. Те имат 2 цветови разновидности. Лисиците с бяла цветова схема са бели през зимата и кафяви през лятото, като остават белезникави отдолу. Лисиците със синя цветова схема са светлосиви през зимата и сиви със синкав оттенък през лятото.
Изобилието на полярната лисица се изменя циклично, едновременно с размера на популацията на лемингите, но е като цяло тя се отличава със стабилна популация. Изключение прави скандинавската група, която е силно застрашена, въпреки десетилетията забрана за лов и преследване. Общата популация в Норвегия, Швеция и Финландия се оценява на едва 120 възрастни екземпляра. Тъй като лисиците се размножават много бързо и често умират млади, броят им за момента не се влияе силно от лова, но по-скоро под влиянието на други антропогенни фактори, те са изчезнали в много области, заселени от хора. 
От значение са и взаимодействията им с популациите на други животни. Полярната лисица губи територии от обикновената лисица. В миналото вълкът е ограничавал числеността им, но с почти пълното изтребване на вълците, заемат нишата на върха на хранителната верига и броят им нараства. В някои области на Северна Европа съществуват програми за ловуване на обикновени лисици в някогашния ареал на полярната лисица.